# نزاع أبين (2016-2018)
اشتباكات محافظة أبين (2016 — 2018) تشير إلى اشتباكات مستمرة بين أمراء الحرب في تنظيم القاعدة في جزيرة العرب وقوات الرئيس عبد ربه منصور هادي للسيطرة على أبين.

## الخلفية والصراع الداخلي
كانت أبين معقل منذ زمن طويل لتنظيم القاعدة في شبه الجزيرة العربية منذ بداية الحرب الأهلية. بدأت القاعدة في شبه الجزيرة العربية تأخذ أجزاء من مناطق جنوب أبين من نهاية عام 2016 عندما استولت على زنجبار وغيرها من المدن. بدأت الأزمة الداخلية تتفجر في أبين بين أمير شرعي في شبه الجزيرة العربية في المنطقة، وتوفيق بليدي شقيق الأمير الراحل في شبه الجزيرة العربية هناك حمزة الزنجباري (وأمير حرب آخر يدعى أبو أنس السناني حول من سيخلف حمزة. ليس من الواضح من الذي فاز بالأزمة ولكن الصراع أسفر عن مقتل 7 وجرح 9 في كلا الجانبين.

## الاشتباكات والحوادث الأخرى
في 21 فبراير انسحب مقاتلو القاعدة من مدينة أحور بعد محاولة فاشلة لتعزيز السيطرة. هاجم مسلحون من تنظيم القاعدة في شبه الجزيرة العربية نقطة تفتيش شعبية في المنطقة مما أسفر عن مقتل ثلاثة أشخاص قبل إقامة نقاط تفتيش خاصة بهم ورفع العلم الأسود للقاعدة من المباني الحكومية. حشد رجال من قبيلة باكازيم خارج أهوار ردا على ذلك. وافقت القاعدة في شبه الجزيرة العربية على الانسحاب بموجب شروط الوساطة القبلية التي تسمح للمرور بحرية المجموعة عبر المدينة. في 8 مارس اختطف مسلحون من القاعدة في شبه الجزيرة العربية مسؤولا حكوميا يدعى حيدر ححة داها في المسيمير غرب زنجبار. تقوم القاعدة في شبه الجزيرة العربية بتعزيز السيطرة في محافظة أبين واستهدفت القادة المحليين والمسؤولين المعارضين لتوسعها. في 26 و27 مارس شنت ثلاث طائرات جوية أمريكية بدون طيار مما أسفر عن مقتل ثمانية من أعضاء القاعدة في شبه الجزيرة العربية وثلاثة من النحالين في مديرية المحفد. أطلقت طائرتان سعوديتان صواريخ على مكتب قديم للحكومة المحلية في زنجبار مما أدى إلى تشديد المبنى. يعتقد أن عددا غير معروف من مقاتلي القاعدة قد قتلوا أو جرحوا. في 8 أبريل 2016 ألقى جنود مفترضون في شبه الجزيرة العربية في أهوار القبض على أكثر من 35 جنديا حكوميا يمنيا تابعين لهادي. أعدم 17 شخصا أو أكثر من 20 منهم بإطلاق النار على الفريق بينما أصيب الآخرون ولكنهم لا يزالون على قيد الحياة ويعتقد آخرون أنهم هربوا وحصلوا على سلامة من أهوار. كان الجنود يسافرون من عدن إلى محافظة المهرة عبر أهوار وأثناء تمرير الشعر في أهوار تعرضوا لكمين. بعد يوم واحد في 9 أبريل نفت القاعدة في شبه الجزيرة العربية أن مقاتليها أعدموا الجنود وألقوا باللوم على مقاتل مسلح محلي يدعى علي عقل. قال البيان: «دخلنا إلى أهوار قبل شهرين لمطاردة هذا الشخص الفاسد وعصابته». في 14 أبريل أصابت غارة جوية نقطة تفتيش في شبه جزيرة العرب في منطقة الكود مما أسفر عن مقتل 10 من مقاتلي القاعدة في شبه الجزيرة العربية. في 17 أبريل أصابت غارتان زنجبار. لم ترد معلومات عن الضحايا.

## الهجوم البري
في 22 أبريل قام مؤيدو هادي وشركاؤهم بالتحضير لمهاجمة زنجبار في هجوم بري. بعد يوم واحد بدأت المعركة لكن قوات موالو هادي تراجعوا بعد أن فجر مسلحون في جزيرة العرب سيارة مفخخة استهدفت قافلة للجيش قتلت الموالين وأصابت 14 آخرين. أشارت التقارير إلى أن القاعدة في شبه الجزيرة العربية خططت لهجمات إضافية عن طريق السيارات المفخخة. كانت حكومة هادي قد أعطت القاعدة في شبه الجزيرة العربية نافذة على مدار 24 ساعة للانسحاب سلميا من زنجبار بحلول 24 أبريل. في نفس اليوم نفذ الموالون هجوما آخر في جعار أسفر عن مقتل 25 من مقاتلي القاعدة في جزيرة العرب وأربعة جنود والاستيلاء على الكود على بعد أميال من جنوب زنجبار. لم توافق القاعدة في شبه الجزيرة العربية على الاتفاق الذي قدمه الموالون إليهم ولذلك لم ينسحبوا من زنجبار. في 26 أبريل استهدفت غارة جوية أميركية سيارة تقل مقاتلي القاعدة التي كانت تسير بين مدينتي جعار وزنجبار. أسفرت الغارة عن مقتل خمسة مقاتلين من القاعدة في شبه الجزيرة العربية بينهم قائد محلي يدعى أبو سامح الزنجباري. وصل مقاتلو القاعدة إلى زنجبار في 27 أبريل بعد فرارهم من استيلاء التحالف على معقلهم في المكلا بحضرموت في 23 أبريل. تظاهر سكان زنجبار ضد القاعدة في شبه الجزيرة العربية في 29 أبريل وهي أول مظاهرة من نوعها منذ أن استولت القاعدة في شبه الجزيرة العربية على المدينة في ديسمبر 2015. دعا المتظاهرون إلى تحرير زنجبار من القاعدة في جزيرة العرب مؤكدين أنهم لن يسمحوا لمدينتهم بأن تصبح قاعدة للنشاط المسلح.

## تراجع القاعدة في جزيرة العرب
وافقت القاعدة في شبه الجزيرة العربية على البدء بسحب مقاتلين من زنجبار في 3 مايو. عزز تنظيم القاعدة في شبه الجزيرة العربية في السابق مواقع في محافظة أبين الغربية يوم 3 مايو قبل هجوم حكومي مخطط لكنه وافق في وقت لاحق على بدء سحب قواته بعد مفاوضات أخرى مع وسطاء محليين. أفادت الأنباء أن المجموعة وافقت في 30 أبريل على الإنسحاب من زنجبار بشرط عدم دخول القوات الحكومية المدينة وأن لا تستأنف الميليشيات المحلية أنشطتها في المنطقة. كما سعت القاعدة في شبه الجزيرة العربية إلى ضمان أن يظل أعضاؤها في مأمن من المقاضاة في المستقبل. أعطى الوسطاء المحليون المجموعة ثلاثة أيام للانسحاب قبل عملية المقاصة في 3 مايو لكنهم وافقوا على تقديم المجموعة امتدادا لتفادي معركة مكلفة. بدأت القاعدة في الانسحاب من زنجبار في 5 مايو. أجلى مقاتلو القاعدة في شبه الجزيرة العربية العديد من المباني الحكومية وبدأوا يتراجعون نحو محافظة شبوة. أشار مدير الأمن في محافظة أبين العميد ناصر علي هادي إلى أن قوات الحكومة اليمنية أعطت القاعدة في شبه الجزيرة العربية خمسة أيام لاستكمال انسحابها من زنجبار وجعار من أجل تجنب هجوم حكومي.

## القاعدة في شبه الجزيرة العربية تعود وتراجع من أبين
في 20 يونيو قامت القاعدة في شبه الجزيرة العربية بعودة قصيرة في غرب أبين عندما داهمت السجن المركزي في جعار وتحرير السجناء بعد سيطرتهم على المبنى والهروب دون أن يصابوا بأذى. أفاد مواطنون في غرب أبين بأن قوات القاعدة في شبه الجزيرة العربية تعمل بحرية في جعار وزنجبار حتى نهاية يونيو مما يشير إلى أن القاعدة في شبه الجزيرة العربية بدأت في العمل في المنطقة بعد أقل من شهرين من انسحابها. في 28 يونيو استهدفت غارة جوية منزل زعيم القاعدة في شبه الجزيرة العربية قاسم الريمي في محافظة أبين مما أسفر عن مقتل خمسة أشخاص من بينهم اثنان من أفراد أسر الزعيم المستهدف. نجا قاسم من الهجوم مع بعض الجروح فقط وفي 20 يوليو تشجب الحكومة أنهم كانوا يخططون لعملية لإزالة القاعدة في غرب أبين. في 22 يوليو اغتال جنود القاعدة في شبه الجزيرة العربية العقيد سعيد سالم المال في زنجبار. في 24 يوليو استهدفت الغارات الجوية التي شنتها قوات التحالف مجموعة من مقاتلي القاعدة في شبه الجزيرة العربية بالقرب من مدينة الحصن. أدت الغارات الجوية إلى مقتل العديد من مقاتلي القاعدة في جزيرة العرب وتدمير المركبات وفقا للسكان المحليين. في 7 أغسطس قتل مقاتلو القاعدة في شبه الجزيرة العربية العقيد اليمني عبد الله شامبا في أبين. في 14 أغسطس قام موالو هادي جنبا إلى جنب مع القوات السودانية بغزو شقرة وزنجبار وجعار واستعادتهم من قبل تنظيم القاعدة في جزيرة العرب مما أسفر عن مقتل نحو 40 منهم. بعد يوم واحد قامت القاعدة في شبه الجزيرة العربية بتفجير سيارة مفخخة في شقرة مما أسفر عن مقتل أربعة وإصابة أربعة آخرين من موالي هادي. في 17 أغسطس انسحبت القاعدة في شبه الجزيرة العربية من معظم أبين بعد أن قامت قوات هادي وقوات المقاومة الشعبية بإخراجها من مدينة لودر ومنطقة أحور. انسحب المسلحون نحو مدينة البيضاء في محافظة البيضاء شمال غرب مدينة لودر. بعد يوم واحد قتل مفجر انتحاري في القاعدة في شبه الجزيرة العربية ما لا يقل عن ثلاثة جنود حكوميين في لودر. في 22 أغسطس استهدفت الغارات الجوية السعودية مقاتلة تنظيم القاعدة في شبه الجزيرة العربية في حي المحفد آخر معقل للقاعدة في شبه الجزيرة العربية في أبين. في 26 أغسطس دخلت القوات المتحالفة مع هادي منطقة المحفد لمسح مقاتلي القاعدة في شبه الجزيرة العربية من البلدة مما أدى إلى القضاء التام على تنظيم القاعدة في شبه الجزيرة العربية من معاقل في أبين.

## هجمات على نطاق صغير وعودة القاعدة في شبه الجزيرة العربية
عاد تنظيم القاعدة في جزيرة العرب في أبين اعتبارا من منتصف سبتمبر 2016 مع هجمات صغيرة ضد قوات الأمن. في 14 سبتمبر هاجم مسلحون قوات الأمن في مدينة العين بمحافظة أبين. قتل مقاتلو القاعدة في شبه الجزيرة العربية اثنين من قوات الأمن في حزب العزيز بعد الاقتراب من حاجز يرتدي الزي العسكري. بعد يوم واحد أطلقت القاعدة قذائف هاون استهدفت قوات الأمن في منطقة موديا. حاولت قوات الأمن التابعة لحزام تطهير موقع إطلاق قذائف الهاون عقب الهجوم. اعتبارا من 26 سبتمبر أعيد تنظيم القاعدة في شبه الجزيرة العربية في لودر ومديرية الوضيع مما تسبب في قتال مع قوات الحزام مما أدى إلى مقتل قائد القاعدة في جزيرة العرب عبد الله سعيد حبيبات في لودر والقبض على أبو أسامة الياسري في الوادية. كما قتل مسلحان وقوات من قوات الحزام في الاشتباكات. اعتبارا من 6 أكتوبر عادت القاعدة في شبه الجزيرة العربية إلى منطقة المهد من خلال مهاجمة قوات الأمن مما أسفر عن مقتل أحد قوات الحزام على الأقل. في 20 أكتوبر اندلع القتال في زنجبار ولودر مما أدى إلى مقتل 12 من قوات الحزام و7 من القاعدة في جزيرة العرب في 27 أكتوبر ترك القتال في لودر ثلاث قوات أمنية وقتل أحد قادة القاعدة في شبه الجزيرة العربية وقد اعتقل سبعة من مقاتلي القاعدة في شبه الجزيرة العربية بعد اندلاع اشتباكات في زنجبار ولودر. في منتصف نوفمبر خلال معركة استمرت ساعتين في لودر وجار قامت القاعدة في شبه الجزيرة العربية بسرقة البنادق الثقيلة والإمدادات من قوات الحزام. في 20 نوفمبر أدت هجمات القاعدة في شبه الجزيرة العربية إلى مقتل أكثر من ثلاثة من جنود القاعدة في شبه جزيرة العرب في لودر. في 30 ديسمبر قتلت طائرة أمريكية بدون طيار أمير دولة لودر في محافظة البيضاء جلال السعيدي. بعد وفاته عادت القاعدة في شبه الجزيرة العربية للسيطرة على لودر. في فجر 3 يناير 2017 نصب جنود في شبه الجزيرة العربية كمين لقوات الحزام في ضواحي حي الشقرة جنوب أبين. خلال القتال قتل ثلاثة جنود من حزب العزيز وجرح العديد منهم. بعد الحادث اندلعت اشتباكات بين قوات «حزب» فيما يتعلق بمن كانت الطية لم تكن في وضع استراتيجي في المدينة. خلال الصراع أصيب العديد من جنود حزب العزيز. بعد يوم واحد هاجمت القاعدة في شبه الجزيرة العربية قوات الحزام مرة أخرى هي لودر وشقرا مما أسفر عن مقتل ثلاثة وإصابة اثنين. كما قتل جنديان من تنظيم القاعدة في جزيرة العرب. في 9 يناير انسحبت قوات الأمن رسميا من شمال أبين تاركين الأراضي لأمراء الحرب في القاعدة في شبه الجزيرة العربية بعد معارك شرسة في لودر وشقرا مما أعطى تنظيم القاعدة في جزيرة العرب سيطرة كاملة ومعقلين في أبين بعد 4 أشهر من انسحابها من أبين. في 11 يناير هاجم تنظيم القاعدة في شبه جزيرة العرب قافلة الحزام التي كانت تغادر لودر فأصابت الجنرال أمين السقاف إلى جانب أربعة من حراسه الشخصيين. قتل آخر من قوات الحزام. في 13 يناير اندلعت اشتباكات في شرق لودر ولكن دون وقوع إصابات أو إصابات في كلا الجانبين. في 18 يناير نصب تنظيم القاعدة في شبه الجزيرة العربية كمينا لقوات الحزام في زنجبار مما أسفر عن مقتل أحد جنود حزب العزيز وإصابة العديدين آخرين بجروح قبل الفرار من مكان الحادث. في 19 يناير هاجمت القاعدة في شبه الجزيرة العربية مقاتلي حزب الحزام في الشقرة مما أسفر عن مقتل وجرح العديد من أعضائها. في نفس اليوم نشرت القاعدة في شبه الجزيرة العربية قواتها في مديرية خنفر وهي مدينة في جنوب أبين ويبلغ عدد سكانها 100،000 نسمة. في نفس اليوم انسحب حزام من وسط وجنوب أبين وذهب إلى عدن وترك المقاطعة في أيدي القاعدة في شبه الجزيرة العربية. في ذلك الوقت حضر اجتماع في زنجبار قادة سجن محافظة أبين. حضر اللقاء محمد العوبان قائد قطاع زنجبار ومازن جنيدى قائد قطاعي الشقرة وعوهر وعلي ديب بومحال الكزمي قائد قوات الأمن. تعهد القائد باستقالة قائد قوات الحزام عبد الله الفضلي بسبب فشله الاستراتيجي والعسكري ضد القاعدة في شبه الجزيرة العربية. في 28 يناير نصب مقاتلون من القاعدة في شبه الجزيرة العربية كمينا لقوات الأمن التابعة لحزام في وسط محافظة أبين مما أدى إلى مقتل القائد رشدي العلواني وثلاثة من قوات الحزام أثناء الهجوم. ادعى مقاتلو القاعدة في شبه الجزيرة العربية أنهم استولوا على أسلحة الحزام بعد الكمين. كما قصف مقاتلو القاعدة في شبه الجزيرة العربية مقر قيادة أمنية في زنجبار. في 2 فبراير اكتسب تنظيم القاعدة في جزيرة العرب سيطرة كاملة على لودر بعد أن قتل ستة من قوات الحزام في المنطقة. بعد يوم واحد انسحبت القاعدة في شبه الجزيرة العربية من لودر بسبب انتفاضة قبلية ضدهم أسفرت عن مقتل 13 من مقاتليها. قبل التراجع دمرت القاعدة في شبه الجزيرة العربية مبنى حكوميا. في نفس اليوم اكتسب تنظيم القاعدة في جزيرة العرب السيطرة الكاملة على شقرا وعكيد في وسط أبين. فشلت عملية تنظيم القاعدة في شبه الجزيرة العربية في أهوار وانسحب المقاتلون إلى مناطقهم في غرب وشمال أبين. في 6 فبراير اختطفت القاعدة في شبه الجزيرة العربية العقيد عبد الله خضر حسين في زنجبار وقتلته. في 7 فبراير أعلن أن أربع كتائب للجيش تم إعدادها لغزو شمال ووسط أبين الذي تحتله القاعدة في جزيرة العرب. في اليوم نفسه قام مقاتلون محليون من قبيلة العوضيل في منطقة لودر ومودية بتطويق وقتل 3 جنود من تنظيم القاعدة في جزيرة العرب من بينهم أمير القاعدة في قرية العين عبد الله الزيدي. في نفس اليوم نفى المسؤولون الحكوميون أن القاعدة في شبه الجزيرة العربية كانت تسيطر على وسط وجنوب وشرق وشرق أبين مدعية أن القوات القبلية ألغت هجماتها.

### هجوم زنجبار
في نهاية فبراير ظلت القاعدة في جزيرة العرب تحت تسيطر على نحو نصف أبين. في 21 فبراير قامت القاعدة بتنظيم قوافل كبيرة بأسلحة من قبل حكومة هادي وإرسالها إلى لودر. في 24 فبراير قتل مقاتلو القاعدة في شبه الجزيرة العربية 8 جنود حكوميين وجرح 11 آخرين في تفجير انتحاري في زنجبار.

## قتال القاعدة في شبه الجزيرة العربية مع الولايات المتحدة وتصعيد القتال
في 2 مارس قتلت عدة طائرات أمريكية بدون طيار نحو 5 مقاتلين في شبه جزيرة العرب في المناطق الريفية في أبين. في 3 مارس قتلت الغارات الجوية الأمريكية أمير عدن أسامة حيدر الذي كان يسافر في منطقة جبل موغان في أبين في سيارة إلى جانب 4 من مساعداته. مات كل الرجال في السيارة. في نفس اليوم أيضا أفاد السكان بأن الجنود الأمريكيين سقطوا في المكان نفسه وكانوا قد استغرقوا نصف ساعة مع تنظيم القاعدة بعد أن تراجعوا عن مكانهم في طائراتهم المروحية. نفى البنتاغون هذه التقارير. في اليوم نفسه قتلت الضربات الأمريكية أسيد العداني أمير جزيرة العرب في أبين وقائد القاعدة في شبه الجزيرة العربية منذ فترة طويلة. توفي مع محمد ياسر طاهر الذي خدم 7 سنوات في معتقل غوانتانامو. في منتصف ليلة 4 مارس قتلت طائرة بدون طيار مقاتلين من القاعدة في شبه جزيرة العرب في منطقة المرقصة كانوا يركبون دراجة نارية. في 5 مارس هاجمت القاعدة في شبه الجزيرة العربية حاجزا في شقرا ولودر. في الهجوم الذي وقع في لودر قتلوا 5 من قوات الحزام ومدني واحد وفي الشقرة المهاجمة قتلوا 6 من قوات الحزام وتمكنوا من الاستيلاء على الحاجز. في 6 مارس هاجم تنظيم القاعدة في جزيرة العرب حاجز قوات الحزام في قرية عرقوب أم كبير. أثناء الهجوم قتل 6 من مقاتلي حزب االله و5 من مقاتلي القاعدة في شبه الجزيرة العربية. تمكنت قوات الحزام من السيطرة على الحاجز. في 8 مارس اعتقلت القاعدة في شبه الجزيرة العربية اثنين من مقاتليها في أبين في اتهامات بأنهما دفعتهما الولايات المتحدة للتجسس على قادة القاعدة ومساعدتهما في شن غارات جوية. في 9 مارس قتل قائد في القاعدة في شبه الجزيرة العربية يدعى قاسم خليل في غارة جوية بدون طيار أمريكية في وسط أبين. في 13 مارس حل أبو بكر حسين سالم محل خضر السعيدي الذي لم يحظى بشعبية واسعة والذي أثار أشهر من الاحتجاجات الغاضبة حاكما لأبين. في 20 مارس اندلع القتال في لودر وبين مقاتلي الحراك الجنوبي والمتمردين الحوثيين. في 23 مارس نصب مقاتلو القاعدة كمين لنائب نائب وزير الداخلية علي ناصر لخمة والقائد ناصر علي ناصر في لودر مما أسفر عن مقتله وستة من جنوده. في نفس اليوم استهدفت الغارات الجوية الأمريكية مواقع تنظيم القاعدة في شبه الجزيرة العربية في حي الوديعة. لم ترد تقارير عن وقوع ضحايا. في منتصف ليل 28 مارس ضربت غارات جوية أمريكية مرة أخرى مواقع تنظيم القاعدة في جزيرة العرب في منطقة المدية بأبين مما أسفر عن مقتل 4 مقاتلين في شبه الجزيرة العربية. في 29 مارس أطلقت سفن حربية مجهولة المصدر صواريخ مرة أخرى في المدية مما تسبب في وقوع إصابات غير معروفة. في 30 مارس أطلقت الولايات المتحدة قذائف هاون ومدفعية من طراز M224 على مواقع تنظيم القاعدة في شبه الجزيرة العربية في منطقة خنفر وفي منطقة الوديعة. في الوادعة أسفرت الغارات عن مقتل اثنين من قادة تنظيم القاعدة في شبه الجزيرة العربية يدعيان وضاح محمد أمسودة وأبو عبيدة الدامجي ومقاتلين آخرين في القاعدة في شبه الجزيرة العربية ورد أنهما اجتمعا مع آخرين في منزل. في 2 أبريل نجا قائد مجموعة شقرة الحزام محمود شامبا من محاولة اغتيال قام بها مسلحون في القاعدة في زنجبار. كما ذكر أن القوى الفعلية لهادي في أبين وخاصة في زنجبار والشقرا ليست سوى نصف تلك المدرجة (أي ما بين 1،800 إلى 3000 من موالي هادي). في 5 أبريل قتلت طائرة أمريكية بدون طيار مسؤولا في تنظيم القاعدة يدعى أحمد علي سانا أثناء ركوبه دراجة نارية في بلدة خبار المرقاشة في ساحل أبين. في 9 أبريل قتل مقاتلو القاعدة في شبه الجزيرة العربية أحد أعضاء حزب الحزام الذي كان يركب دراجة نارية في لودر وأصاب مساعدته. كان الضابط القتيل علي عبد الحكيم درعان وهو موال لهادي قتل قائد في القاعدة في شبه الجزيرة العربية في عام 2012 في محافظة البيضاء انتقاما من والده الذي قتله تنظيم القاعدة في جزيرة العرب قبل بضعة أيام. يعتقد أن القاعدة في شبه الجزيرة العربية قتلت درعان انتقاما من الضباط الموتى. في اليوم نفسه نصب مقاتلو القاعدة كمين للعقيد عبد العليم عبد الجليل من لواء المشاة 137 في أهوار حيث سافر من عدن إلى قاعدة لواءه في محافظة المهرة. لم يقتل أي من جليل أو رجاله وكلهم نجوا من الكمين الذي لم يصبهم بأذى. في 11 أبريل استقال حليف هادي في زنجبار وخنفر عبد اللطيف السيد من منصبه في لواء الحزام لمحاربة توسيع القاعدة في شبه الجزيرة العربية في أبين. بعد ذلك تولى قيادة قوة الانتشار السريع المدعومة من الإمارات العربية المتحدة في أبين.

## اتفاق القوات القبلية في شبه الجزيرة العربية واستمرار القتال
أعلن قاسم الريمي أمير تنظيم القاعدة في اليمن أن مجموعته القاعدة في شبه الجزيرة العربية ستوقف عملياتها في مهاجمة الغرب من أجل الحفاظ على سيطرتها الإقليمية على الأراضي التي تديرها بالفعل. قال تنظيم القاعدة في شبه الجزيرة العربية إنهم سيساعدونهم على الحكم دون قتال القوات القبلية حيث طلب من القوات العشائرية في وسط اليمن الاتفاق في ظروف تنظيم القاعدة في جزيرة العرب على عدم مهاجمة الغرب أو استفزازهم لذلك تبقى منازل القبائل خارج الولايات المتحدة في 16 أبريل قصفت السفن الحربية الأمريكية مواقع تنظيم القاعدة في جزيرة العرب في منطقة المدية دون أن تسفر عن إصابات. في 20 أبريل رد مقاتلو المقاومة الجنوبيون على مقاتلين حوثيين يحاولون التسلل إلى أبين عبر لودر. لم ترد أنباء عن سقوط ضحايا. في 3 مايو هاجم مقاتلو القاعدة في شبه الجزيرة العربية مقاتلي قوات الانتشار السريع في شقرا مما أدى إلى إصابة جنديين. في 7 مايو عثر على اثنين من قادة القاعدة في شبه الجزيرة العربية وهما العبالي ومختار جامي قتيلين في المنطقة الحدودية بين أبين ولحج. في 25 مايو قتل رجلين اثنين من جنود الحزام في أحور ثم هرب. بعد ذلك استسلم الرجل للسلطات. بعد يوم واحد في 26 مايو قتل مسلحون مجهولون يقودون دراجة نارية وهو مدني يدعى سامي أحمد اليافعي في شقرة. في 2 يونيو نصبت قوات القاعدة في شبه الجزيرة العربية كمينا لقافلة من المسؤولين الموالين لهادي بسام المهدهر. أصيب جنديان في الكمين. في 5 يونيو قتل جنود في القاعدة في شبه الجزيرة العربية 2 من جنود الحزام في لودر واستولوا على سيارتهم المسلحة. في 6 يونيو استهدف مفجر انتحاري في القاعدة في شبه الجزيرة العربية قافلة قائد الأمن في أبين عبد الله الفضلي في منطقة دوفاس مما أسفر عن مقتل اثنين من حراسه وإصابة نفسه وشقيقه علي الفضلي. في 9 يونيو إلى هادي التنسيق المشترك بين القوات الحكومية وعدد من القبائل في مدينة لودر في وسط المحافظة من أجل مواجهة عناصر القاعدة ومعالجتها خلال الفترة القادمة. جاء هذا التحرك بعد اجتماع برئاسة العميد. الجنرال ناصر عبد ربه محمد قائد لواء المشاة 115 في لودر وعدد من الشيوخ والشخصيات الاجتماعية في المدينة وضواحيها لمناقشة تداعيات الهجوم الإرهابي الذي استهدف رئيس الأمن في أبين عبد الله الفضلي. في 10 يونيو 2017 التقى محافظ أبين الموالي لهادي أبو بكر حسين مع زعيم تنظيم القاعدة في جزيرة العرب في بيت العميد. فيصل رجب وطارق الفضلي شخصيتين سياسيتين مثيرتين للجدل وكانا صديقين لأسامة بن لادن وبعد ذلك أنشأ أحد الفروع الأولى للقاعدة في اليمن. بعد ذلك انضم إلى علي عبد الله صالح. انضم في وقت لاحق إلى الحركة الجنوبية ولكن في بدايات عام 2010 انضم مرة أخرى إلى القاعدة في جزيرة العرب. في 13 يونيو دعا أحمد الربيعي وهو أحد قادة الحركة الجنوبية أبو بكر حسين إلى الخلل أمام المجلس الانتقالي الجنوبي قائلا: «من غير المنطقي وجميع الحكام الجنوبيين الآخرين أن يكونوا أعضاء في اتحاد الاتصالات السعودية وليس حاكم أبين المعزولة في وقت لاحق من قبل جميع المحافظات الجنوبية الأخرى». إذا كان أبو بكر مقبول أو رفض لا يعرف. في 26 يونيو اندلعت اشتباكات بين قوات الحوثيين والحركة الجنوبية في ثيرا. في 28 يونيو قتل مدني واحد وجرح اثنان آخران عندما هاجمهما مسلحون مجهولون في قط في زنجبار. في 2 يوليو قتلت الطائرات الأمريكية بدون طيار الرئيس المالي للقاعدة في شبه الجزيرة العربية في أبين إبراهيم العداني في منطقة الوديعة إلى جانب أحد مساعديه.